# Бадія-Полезіне
Бадія-Полезіне (італ. Badia Polesine, вен. Badia Połesine) — муніципалітет в Італії, у регіоні Венето, провінція Ровіго.
Бадія-Полезіне розташована на відстані близько 370 км на північ від Рима, 80 км на південний захід від Венеції, 23 км на захід від Ровіго.
Населення — 10 636 осіб (2014).
Щорічний фестиваль відбувається 1º липня. Покровитель — San Teobaldo.

## Демографія
Населення за роками:

Станом на 1 січня 2023 року в муніципалітеті офіційно проживало 1200 іноземців з 48 країн, серед них 292 громадяни країн Євросоюзу та 18 громадян України.

## Уродженці
- Абдон Згарбі (*1903 — †1929) — італійський футболіст, півзахисник.

## Сусідні муніципалітети
- Канда
- Кастаньяро
- Кастельбальдо
- Джаччано-кон-Барукелла
- Лендінара
- Мазі
- П'яченца-д'Адідже
- Тречента